# ريتشارد سوين
ريتشارد سوين (بالإنجليزية: Richard Swain)‏ هو لاعب دوري الرغبي نيوزيلندي، ولد في 2 يوليو 1975 في نيوزيلندا.